# Hamburg European Open 2022
Hamburg European Open 2022 byl společný tenisový turnaj mužského okruhu ATP Tour a ženského okruhu WTA Tour hraný na antukových dvorcích areálu Am Rothenbaum. Probíhal mezi 18. až 24. červencem 2022 v německém Hamburku jako stý šestnáctý ročník mužského a dvacátý ročník ženského turnaje.
Mužský turnaj s rozpočtem 1 911 620 eur patřil do kategorie ATP Tour 500. Ženská událost dotovaná 203 024 eury se řadila do kategorie WTA 250. Nejvýše nasazenými se stali šestý muž klasifikace Carlos Alcaraz ze Španělska a mezi ženami druhá tenistka světa Anett Kontaveitová z Estonska, která prohrála finále. Jako poslední přímí účastníci do singlových soutěží nastoupili 75. hráč žebříčku, Slovinec Aljaž Bedene, a mezi ženami 130. tenistka klasifikace, Američanka Bernarda Peraová.
V důsledku invaze Ruska na Ukrajinu na konci února 2022 řídící organizace tenisu ATP, WTA a ITF s grandslamy rozhodly, že ruští a běloruští tenisté mohli dále na okruzích startovat, ale do odvolání nikoli pod vlajkami Ruska a Běloruska.
První titul na okruhu ATP Tour si z dvouhry odvezl 20letý Ital Lorenzo Musetti. Druhou singlovou trofej na okruhu WTA Tour vybojovala Američanka Bernarda Peraová, jež ovládla druhý turnaj v řadě znamenající neporazitelnost již ve 12 zápasech a 24 setech. V ženském deblu triumfovaly Američanky Sophie Changová a Angela Kulikovová, které debutové finále na túře WTA proměnily v premiérové tituly a poprvé se posunuly do elitní stovky žebříčku. Mužskou čtyřhru ovládl britsko-finský pár Lloyd Glasspool a Harri Heliövaara, jehož členové si připsali druhou párovou trofej.

## Rozdělení bodů a finančních odměn

### Rozdělení bodů
| Soutěž       | Soutěž        | vítězové | finalisté | semifinalisté | čtvrtfinalisté | 16 v kole | 32 v kole | Q  | Q2 | Q1 |
| ------------ | ------------- | -------- | --------- | ------------- | -------------- | --------- | --------- | -- | -- | -- |
| dvouhra mužů | [ 1 ]         | 500      | 300       | 180           | 90             | 45        | 0         | 10 | 4  | 0  |
| čtyřhra mužů | [ 10 ] [ 11 ] | 500      | 300       | 180           | 90             | 0         | —         | 45 | 25 | —  |
| dvouhra žen  | [ 2 ] [ 12 ]  | 280      | 180       | 110           | 60             | 30        | 1         | 18 | 12 | 1  |
| čtyřhra žen  | [ 13 ]        | 280      | 180       | 110           | 60             | 1         | —         | —  | —  | —  |

### Finanční odměny
| Soutěž                              | Soutěž        | vítězové  | finalisté | semifinalisté | čtvrtfinalisté | 16 v kole | 32 v kole | Q2      | Q1      |
| ----------------------------------- | ------------- | --------- | --------- | ------------- | -------------- | --------- | --------- | ------- | ------- |
| dvouhra mužů                        | [ 1 ] [ 14 ]  | 331 125 € | 178 170 € | 94 925 €      | 48 550 €       | 25 900 €  | 13 800 €  | 7 080 € | 4 000 € |
| čtyřhra mužů                        | [ 10 ] [ 11 ] | 108 770 € | 58 000 €  | 29 340 €      | 14 670 €       | 7 600 €   | —         | —       | —       |
| dvouhra žen                         | [ 2 ] [ 12 ]  | 26 770 €  | 15 922 €  | 8 870 €       | 5 000 €        | 3 065 €   | 2 200 €   | 1 613 € | 1 047 € |
| čtyřhra žen                         | [ 13 ]        | 9 680 €   | 5 400 €   | 3 185 €       | 1 895 €        | 1 450 €   | —         | —       | —       |
| částka ve čtyřhře je uvedena na pár |               |           |           |               |                |           |           |         |         |

## Dvouhra mužů

### Nasazení
| Stát                             | Hráč                    | ATP | Nasazení |
| -------------------------------- | ----------------------- | --- | -------- |
| Španělsko                        | Carlos Alcaraz          | 6.  | 1.       |
|                                  | Andrej Rubljov          | 8.  | 2.       |
| Argentina                        | Diego Schwartzman       | 14. | 3.       |
| Španělsko                        | Pablo Carreño Busta     | 18. | 4.       |
| Nizozemsko                       | Botic van de Zandschulp | 24. | 5.       |
| Gruzie                           | Nikoloz Basilašvili     | 25. | 6.       |
|                                  | Karen Chačanov          | 27. | 7.       |
| Dánsko                           | Holger Rune             | 28. | 8.       |
| Žebříček ATP k 11. červenci 2022 |                         |     |          |

### Jiné formy účasti
Následující hráči obdrželi divokou kartu do hlavní soutěže:
- Nicola Kuhn
- Max Hans Rehberg
- Jan-Lennard Struff

Následující hráči nastoupili pod žebříčkovou ochranou:
- Aljaž Bedene
- Borna Ćorić

Následující hráči postoupili z kvalifikace:
- Daniel Elahi Galán
- Jozef Kovalík
- Luca Nardi
- Marko Topo

Následující hráč postoupil z kvalifikace jako šťastný poražený:
- Ričardas Berankis

### Odhlášení
před zahájením turnaje
- Alexandr Bublik → nahradil jej  Ričardas Berankis
- Márton Fucsovics → nahradil jej  Lorenzo Musetti
- Gaël Monfils → nahradil jej  Fabio Fognini
- Oscar Otte → nahradil jej  Federico Coria
- Jannik Sinner → nahradil jej  Daniel Altmaier

## Mužská čtyřhra

### Nasazení
| Stát                                                                                      | Hráč              | Stát               | Hráč             | ATP | Nasazení |
| ----------------------------------------------------------------------------------------- | ----------------- | ------------------ | ---------------- | --- | -------- |
| Španělsko                                                                                 | Marcel Granollers | Argentina          | Horacio Zeballos | 7   | 1        |
| Nizozemsko                                                                                | Wesley Koolhof    | Spojené království | Neal Skupski     | 11  | 2        |
| Německo                                                                                   | Tim Pütz          | Nový Zéland        | Michael Venus    | 21  | 3        |
| Indie                                                                                     | Rohan Bopanna     | Nizozemsko         | Matwé Middelkoop | 45  | 4        |
| Žebříček ATP k 11. červenci 2022; číslo je součtem žebříčkového postavení obou členů páru |                   |                    |                  |     |          |

### Jiné formy účasti
Následující páry obdržely divokou kartu do čtyřhry:
- Daniel Altmaier /  Jan-Lennard Struff
- Dustin Brown /  Tobias Kamke

Následující pár postoupil z kvalifikace:
- Ivan Sabanov /  Matej Sabanov

Následující pár postoupil z kvalifikace jako šťastný poražený:
- Sander Arends /  David Pel

### Odhlášení
před zahájením turnaje
- Ivan Dodig /  Austin Krajicek → nahradili je  Nicolás Barrientos /  Miguel Ángel Reyes-Varela
- Tallon Griekspoor /  Botic van de Zandschulp → nahradili je  Sander Arends /  David Pel
- Nikola Mektić /  Mate Pavić → nahradili je  Nikola Ćaćić /  Dušan Lajović

## Ženská dvouhra

### Nasazení
| Stát                             | Hráčka                  | WTA | Nasazení |
| -------------------------------- | ----------------------- | --- | -------- |
| Estonsko                         | Anett Kontaveitová      | 2.  | 1.       |
|                                  | Darja Kasatkinová       | 12. | 2.       |
| Česko                            | Barbora Krejčíková      | 17. | 3.       |
|                                  | Aljaksandra Sasnovičová | 36. | 4.       |
| Slovinsko                        | Tamara Zidanšeková      | 55. | 5.       |
|                                  | Varvara Gračovová       | 60. | 6.       |
| Belgie                           | Maryna Zanevská         | 62. | 7.       |
| Německo                          | Andrea Petkovicová      | 70. | 8.       |
| Rumunsko                         | Elena-Gabriela Ruseová  | 72. | 9.       |
| Žebříček WTA k 11. červenci 2022 |                         |     |          |

### Jiné formy účasti
Následující hráčky obdržely divokou kartu do hlavní soutěže:
- Anett Kontaveitová
- Eva Lysová
- Nastasja Schunková

Následující hráčky postoupily z kvalifikace:
- Alexandra Cadanțuová-Ignatiková
- María Carléová
- Nao Hibinová
- Sabine Lisická
- Oxana Selechmetěvová
- Joanne Zügerová

Následující hráčky postoupily z kvalifikace jako šťastné poražené:
- Kateryna Baindlová
- Suzan Lamensová

### Odhlášení
před zahájením turnaje
- Danielle Collinsová → nahradila ji  Irina Baraová
- Dalma Gálfiová → nahradila ji  Suzan Lamensová
- Anhelina Kalininová → nahradila ji  Bernarda Peraová
- Marta Kosťuková → nahradila ji  Misaki Doiová
- Jelena Rybakinová → nahradila ji  Laura Pigossiová
- Clara Tausonová → nahradila ji  Aleksandra Krunićová
- Tamara Zidanšeková → nahradila ji  Kateryna Baindlová
- Čeng Čchin-wen → nahradila ji  Tamara Korpatschová

## Ženská čtyřhra

### Nasazení
| Stát                                                                          | Hráčka               | Stát      | Hráčka              | WTA  | Nasazení |
| ----------------------------------------------------------------------------- | -------------------- | --------- | ------------------- | ---- | -------- |
| Rumunsko                                                                      | Irina Baraová        | Rumunsko  | Monica Niculescuová | 98.  | 1.       |
| Srbsko                                                                        | Aleksandra Krunićová | Polsko    | Katarzyna Piterová  | 120. | 2.       |
| Japonsko                                                                      | Miju Katová          | Indonésie | Aldila Sutjiadiová  | 150. | 3.       |
| Čína                                                                          | Chan Sin-jün         |           | Alexandra Panovová  | 155. | 4.       |
| Žebříček WTA k 11. červenci 2022; číslo je součtem umístění obou členek páru. |                      |           |                     |      |          |

### Jiné formy účasti
Následující páry obdržely divokou kartu do čtyřhry:
- Anna Klasenová /  Tamara Korpatschová
- Nastasja Schunková /  Ella Seidelová

Následující pár nastoupil z pozice náhradníka:
- María Carléová /  Laura Pigossiová

### Odhlášení
před zahájením turnaje
- Aleksandra Krunićová /  Katarzyna Piterová → nahradily je  María Carléová /  Laura Pigossiová

## Přehled finále

### Mužská dvouhra
- Lorenzo Musetti vs.  Carlos Alcaraz, 6–4, 6–7(6–8), 6–4

### Ženská dvouhra
- Bernarda Peraová vs.  Anett Kontaveitová, 6–2, 6–4

### Mužská čtyřhra
- Lloyd Glasspool /  Harri Heliövaara vs.  Rohan Bopanna /  Matwé Middelkoop, 6–2, 6–4

### Ženská čtyřhra
- Sophie Changová /  Angela Kulikovová vs.  Miju Katová /  Aldila Sutjiadiová, 6–3, 4–6, [10–6]